# Maskham-shapir
Maskham-Shapir va ser una ciutat estat independent de Sumer i Mesopotàmia. Estava situada al nord de Nippur. La seva divinitat principal era Nergal.
A la caiguda de l'Imperi d'Accad, abans del 1750 aC, Hammurabi de Babilònia la va incloure als seus dominis. Era independent cap al 2000 aC. Es trobava al sud-est de Babilònia, a la branca oriental de l'Eufrates, al nord de Nippur (ciutat que era a una altra branca del riu) i al nord-oest d'Adab (a la mateixa branca).
Al pròleg del Codi d'Hammurabi s'anomenen totes les poblacions que aquest rei dominava: Èridu, Ur, Lagaix, Girsu, Zabalam, Larsa, Uruk, Adab, Isin, Nippur, Keshi, Dilbat, Borsippa, Babilònia, Kix, Malgium, Maskham-shapir, Kutha, Sippar, Eixnunna, Mari i Tuttul, i més al sud, Assur i Nínive. Aquestes dues últimes ciutats van estar pocs anys sota el seu poder.